# The Hidden City
Pour l'album homonyme du groupe de rock The Cult, voir Hidden City.
The Hidden City est un film muet américain réalisé par Francis Ford et sorti en 1915.

## Fiche technique
- Réalisation : Francis Ford
- Scénario : Grace Cunard
- Durée : 20 minutes
- Date de sortie :  États-Unis : 27 mars 1915

## Distribution
- Francis Ford : Lieutenant Johns
- Grace Cunard : la princesse
- John Ford[2] : le frère de Johns
- Eddie Polo : le ministre Poleau